# Сент-Анастази (Канталь)
Сент-Анастази́ (фр. Sainte-Anastasie, окс. Sainte Anastasie) — коммуна во Франции, находится в регионе Овернь. Департамент — Канталь. Входит в состав кантона Алланш. Округ коммуны — Сен-Флур.
Код INSEE коммуны — 15171.
Коммуна расположена приблизительно в 420 км к югу от Парижа, в 70 км южнее Клермон-Феррана, в 50 км к северо-востоку от Орийака.

## Население
Население коммуны на 2008 год составляло 149 человек.
| 1962 | 1968 | 1975 | 1982 | 1990 | 1999 | 2008 |
| ---- | ---- | ---- | ---- | ---- | ---- | ---- |
| 218  | 261  | 236  | 207  | 189  | 167  | 149  |

## Экономика

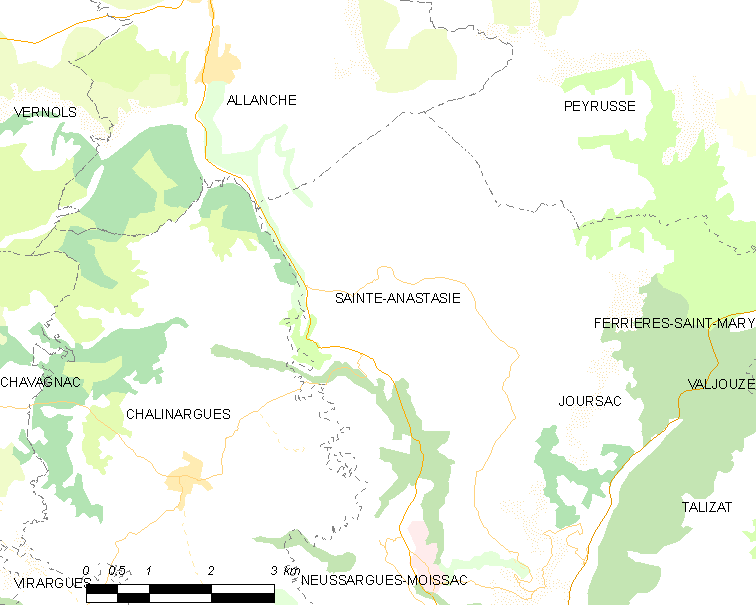
Карта коммуны

В 2007 году среди 90 человек в трудоспособном возрасте (15—64 лет) 65 были экономически активными, 25 — неактивными (показатель активности — 72,2 %, в 1999 году было 66,7 %). Из 65 активных работали 61 человек (40 мужчин и 21 женщина), безработных было 4 (1 мужчина и 3 женщины). Среди 25 неактивных 4 человека были учениками или студентами, 10 — пенсионерами, 11 были неактивными по другим причинам.

## Достопримечательности
- Церковь Сент-Анастази (XII век). Памятник истории с 1986 года[3]